# Hiệp định Thương mại Dịch vụ ASEAN
Hiệp định Thương mại Dịch vụ ASEAN (gọi tắt là ATISA) là một một trong những Hiệp định cơ bản của AEC về thương mại dịch vụ. ATISA được coi như là bước đi mới trong tiến trình hội nhập về dịch vụ của ASEAN. Khi có hiệu lực, Hiệp định này sẽ thay thế Hiệp định khung ASEAN về Dịch vụ (AFAS) năm 1995, với nhiều nội dung mới theo hướng mở cửa, tự do hóa hơn về dịch vụ.

## Khái quát
ATISA không phải thỏa thuận đầu tiên giữa các nước ASEAN về thương mại dịch vụ. Tiền thân của ATISA là Hiệp định khung về thương mại dịch vụ (AFAS) và các Nghị định thư trong khuôn khổ AFAS. Tính đến khi ký ATISA, các nước ASEAN đã đàm phán và ký Nghị định thư thực hiện tổng cộng 10 Gói cam kết về dịch vụ - Gói cam kết thứ 10 là gói cuối cùng trong khuôn khổ AFAS. 
Ngày 2 tháng 4 năm 2012, Hội nghị Hội đồng Kinh tế ASEAN (AEC Council) đã đặt ra nhiệm vụ nhằm nâng cấp và thay thế AFAS bằng việc xây dựng một Hiệp định mới về thương mại hàng hóa – ATIGA (thay thế cho Hiệp định về Chương trình thuế quan ưu đãi trong Khu vực mậu dịch tư do ASEAN) và Hiệp định mới về đầu tư – ACIA (thay thế cho Hiệp định khung về đầu tư và Hiệp định về Xúc tiến và Bảo hộ đầu tư).
Ngày 28 tháng 8 năm 2012, Hội nghị các Bộ trưởng Kinh tế ASEAN (AEM) lần thứ 44 đã thống nhất các nguyên tắc và mục tiêu của ATISA.
ATISA hoàn tất đàm phán và văn kiện Hiệp định được ký kết ngày 23 tháng 4 năm 2019 bởi các Bộ trưởng Kinh tế của 7 nước thành viên ASEAN trong khuôn khổ Hội nghị hẹp các Bộ trưởng Kinh tế ASEAN (AEM Retreat) lần thứ 25. Sau đó, ATISA đã lần lượt được ký kết bởi Myanmar (3/8/2019) và Việt Nam (9/2019). Philippines là thành viên ASEAN cuối cùng ký ATISA, ngày 07 tháng 10 năm 2020.
Ngày 18 tháng 10 năm 2021, chính phủ Việt Nam ban hành Nghị quyết 131/NQ-CP phê duyệt Hiệp định Thương mại Dịch vụ ASEAN (ATISA).

## Nội dung
Các đặc điểm chính của ATIGA:
- Trong ATIGA, các nước ASEAN dành cho nhau mức ưu đãi tương đương hoặc thuận lợi hơn mức ưu đãi dành cho các nước đối tác trong các Thỏa thuận thương mại tự do (FTA) mà ASEAN ký (các FTA ASEAN+)
- Ngoài các cam kết về thuế quan, ATIGA cũng bao gồm nhiều cam kết khác như: xóa bỏ các hàng rào phi thuế quan, quy tắc xuất xứ, thuận lợi hóa thương mại, hải quan, các tiêu chuẩn và sự phù hợp, các biện pháp vệ sinh dịch tễ.
- Biểu cam kết cắt giảm thuế quan trong ATIGA của mỗi nước (Phụ lục 2 của Hiệp định) bao gồm toàn bộ các sản phẩm trong Danh mục hàng hóa thuế quan của ASEAN (AHTN) và lộ trình cắt giảm cụ thể cho từng sản phẩm trong từng năm. Do đó, so với Hiệp định về Thuế quan Ưu đãi có Hiệu lực Chung (CEPT), cam kết thuế quan trong ATIGA rất rõ ràng và dễ tra cứu.